# Notylia flexuosa
Notylia flexuosa är en orkidéart som beskrevs av Rudolf Schlechter. Notylia flexuosa ingår i släktet Notylia och familjen orkidéer. Inga underarter finns listade i Catalogue of Life.